# Agatí
Agatí o Agàtinos (en llatí Agathinus, en grec Ἀγάθινος) va ser un metge grec que va fundar una escola mèdica a la que es va donar el nom d'episintètics probablement una variant dels eclèctics.
Va néixer a Esparta i devia viure al segle i, ja que va ser deixeble d'Ateneu i tutor d'Arquígenes d'Apamea. És mencionat freqüentment per Galè que l'inclou dins l'escola dels pneumàtics. Una vegada va ser curat pel seu deixeble Arquígenes quan va patir un atac de deliri causat per la falta de son. Arquígenes va ordenar que li rentessin el cap amb una gran quantitat d'oli calent.
No es conserven els seus escrits més que en uns pocs fragments de la col·lecció Matthei XXI Veterum el Clarorum Medicorum Graecorum Varia Opuscula.